# Giulia Ciavarella
Giulia Ciavarella (Roma, 9 marzo 1997) è una cestista italiana.
Ala di San Martino, ha disputato la Serie A1 con la squadra veneta. Convocata con tutte le Nazionali italiane, nel 2018 ha vinto l'oro ai Mondiali 3x3 di Manila.

## Palmarès
- Mondiali: 1 oro
Manila 2018